# Осјечка област (Краљевина СХС)
Осјечка област је била административна јединца у Краљевини Срба, Хрвата и Словенаца. Процес оснивања ове области започео је 1922. године, након доношења законских и других прописа о управном преуређењу државе, који су између осталог предвиђали и стварање посебне области са средиштем у Осијеку. Ови прописи су спроведени у дело тек 1924. године, када је извршено укидање дотадашњих жупанијских управа и успостављање нове обласне управе. Осјечка област је постојала до 1929. године, када је укинута, а њено подручје је укључено у састав Савске бановине. Административни центар области био је град Осијек.
Осјечка област се у литератури и публицистици помиње и као Осијечка област (језичка варијанта) или као Славонска област, по свом простирању на подручју Славоније.

## Историја
Након стварања Краљевине Срба, Хрвата и Словенаца (1918), дотадашње жупаније на подручју Славоније наставиле су да постоје као административне јединице у саставу новостворене покрајинске управе за Хрватску и Славонију. Током политичких расправа о положају Славоније у оквиру новог државног уређења, обнвљене су старе замисли о управној посебности ове области. Доношењем Видовданског устава (1921) прописано је уједначавање државне управе путем стварања нових административних јединица, које су назване областима. Рад на спровођењу ове уставне норме започео је 1922. године, када су донети законски и други прописи којима је државно подручје de jure подељено на 33 области. Једна од њих била је и Осјечка област, у коју је требало укључити целокупна подручја дотадашњих жупанија Вировитичке и Пожешке, као и део Бјеловарско-крижевачке жупаније.
Ове одлуке су de facto спроведене тек 1924. године, када је оснивање Осјечке области спроведено у дело. Тада је извршено укидање дотадашњих жупанијских управа и преношњење њихових послова на новостворену обласну управу у Осијеку. Оснивањем ове области, која је обухватала простор Славоније, створени су административни предуслови за неометан регионални развој на том подручју. Током првих година (1924—1927), обласну упрву су водили указни чиновници, а самоуправна обласна тела су конституисана након обласних избора, који су одржани 1927. године. Током 1929. године, обласно уређење је укинуто у читавој држави, а подручје Осјечке области је укључено у састав новостворене Савске бановине.

## Административна подела
Осјечку област су чинила целокупна подручја дотадашњих жупанија Вировитичке и Пожешке, као и већи део Бјеловарско-крижевачке жупаније, осим котарева Крижевци и Чазма, који су припали Загребачкој области. Овој области су припадали срезови (дотадашњи котареви): Бјеловар, Валпово, Вировитица, Гарешница, Грубишино Поље, Дарувар, Доњи Михољац, Ђаково, Ђурђевац, Копривница, Кутина, Нашице, Нова Градишка, Новска, Осијек, Пакрац, Славонски Брод, Славонска Пожега и Слатина. Посебан положај су имали градови: Осијек, Славонски Брод, Вировитица, Копривница, Бјеловар и Славонска Пожега.